# アルベルト・ロポ
アルベルト・ロポ（Alberto Lopo Garcia, 1980年5月5日 - ）はスペイン・カタルーニャ州ルスピタレート・ダ・リュブラガート出身の元サッカー選手、サッカー指導者。現役時代のポジションはCB。

## 経歴
10歳でRCDエスパニョールの下部組織にはいった。1999年4月のレアル・サラゴサ戦でデビューし、クラブのすべてのカテゴリーを経験した最初の選手になった。2001-02シーズンには初得点を記録し、飛躍的な成長を遂げた。2002-03シーズンは14枚、2003-04シーズンは15枚と、イエローカードを貰う頻度は高い。2006年にデポルティーボ・ラ・コルーニャに移籍した。ミゲル・アンヘル・ロティーナ監督にはエスパニョールでもデポルティーボでも指導を受けている。
2006年11月のルーマニア戦でスペイン代表のルイス・アラゴネス監督に招集されたが、出場機会はなかった。2001年からカタルーニャ代表でもプレーしている。

## 所属クラブ
- 1998-2001  エスパニョールB
- 1999-2006  RCDエスパニョール
- 2006-2011  デポルティーボ・ラ・コルーニャ
- 2011-2014  ヘタフェCF
- 2014-2016  デポルティーボ・ラ・コルーニャ
- 2016  ジムナスティック・タラゴナ
- 2018  インテル・ダスカルダス

## 監督歴
- 2021  インテル・ダスカルダス